# Chalcotropis pennata
Chalcotropis pennata är en spindelart som beskrevs av Simon 1902. Chalcotropis pennata ingår i släktet Chalcotropis och familjen hoppspindlar. Inga underarter finns listade i Catalogue of Life.